# Djuptjärnen (Burträsks socken, Västerbotten, 716898-170162)
Djuptjärnen är en sjö i Skellefteå kommun i Västerbotten och ingår i Rickleåns huvudavrinningsområde. Sjön har en area på 0,115 kvadratkilometer och ligger 251,2 meter över havet.

## Delavrinningsområde
Djuptjärnen ingår i det delavrinningsområde (716964-170012) som SMHI kallar för Inloppet i Brännträsket. Medelhöjden är 261 meter över havet och ytan är 8,15 kvadratkilometer. Det finns inga avrinningsområden uppströms utan avrinningsområdet är högsta punkten. Kroktjärnsbäcken som avvattnar avrinningsområdet har biflödesordning 3, vilket innebär att vattnet flödar genom totalt 3 vattendrag innan det når havet efter 89 kilometer. Avrinningsområdet består mestadels av skog (84 procent). Avrinningsområdet har 0,56 kvadratkilometer vattenytor vilket ger det en sjöprocent på 6,9 procent.